# Норильская ТЭЦ-2
Норильская ТЭЦ-2 — теплоэлектроцентраль, расположенная в городе Норильске Красноярского края. Входит в состав ОАО «Норильско-Таймырская энергетическая компания».
Норильская ТЭЦ-2 предназначена для покрытия тепловых нагрузок Талнахского промрайона и жилого комплекса района Талнах и отпуска электроэнергии ГМК.

## История
Норильская ТЭЦ-2 строилась с 1965 по 1989 годы по проекту Ленинградского отделения института «Теплоэлектропроект».
Строительство станции началось в 1965 году с постройки гидроузла на реке Хараелах, который должен был питать водой ТЭЦ-2, а также строительства участка железной дороги Талнах — ТЭЦ-2 и ЛЭП Норильск — Снежногорск.
В сентябре 1967 года была начата закладка фундамента под первую турбину ТЭЦ-2.
В августе 1968 года к ТЭЦ-2 была проложена железнодорожная линия Норильск — Талнах Норильской железной дороги длиной 6 км.
При посещении в 1968 году Норильского комбината председателем Совета Министров СССР А. Н. Косыгиным, им было отмечено: «Здесь, на северной окраине, есть главное — энергетика и полезные ископаемые».
В 1969 году был растоплен котёл № 1, проведено испытание 1-й турбины. 14 августа 1969 года выработаны первые 80 000 кВт⋅ч, а 27 августа набрана нагрузка в 100 МВт.
6 октября 1969 года был принят пусковой комплекс энергоблока № 1, а через год — 30 декабря 1970 года введён в эксплуатацию энергоблок № 2.
В мае 1971 года станция перешла с угля на природный газ.
В 1973 году станцией набрана мощность в 300 МВт.
В 1987 году в связи с ростом тепловых нагрузок района Талнах и ростом электрических нагрузок ГМК (запаздывание строительства Курейской ГЭС), был построен и введён в эксплуатацию энергоблок № 5, а два года спустя энергоблок № 6.
В 1999 году энергоблок № 1, отработавший нормативный ресурс, выведен из эксплуатации.

## Взрыв на ТЭЦ
13 августа 2010 года в 7 часов 35 минут по местному времени произошёл взрыв на территории ТЭЦ-2 Талнаха. Взорвались ресиверы с водородом, в результате полностью уничтожено здание площадью 80 м², где находились ресиверы с водородом, погиб дежурный электромонтёр
. Было ограничено горячее водоснабжение 3 детских садов, 6 школ, 77 жилых домов (в домах проживают 17 814 человек, из них 4054 детей). Из-за ЧП остановили добычу два рудника Заполярного филиала ОАО ГМК «Норильский никель».